# Cải cách thời Khúc Hạo
Cải cách thời Khúc Hạo là cuộc cải cách đầu tiên trong lịch sử Việt Nam, do Khúc Hạo tiến hành đầu thế kỷ 10.

## Hoàn cảnh lịch sử
Năm 905, hào trưởng người Việt ở Hồng châu là Khúc Thừa Dụ giành lấy quyền tự chủ cho người Việt tại Tĩnh Hải quân (tên gọi Việt Nam đương thời), tự xưng là Tiết độ sứ và bước đầu được nhà Đường của Trung Quốc thừa nhận. Việt Nam chấm dứt hơn 1000 năm Bắc thuộc, bắt đầu thời kỳ độc lập tự chủ.
Năm 907, Khúc Thừa Dụ mất, con là Khúc Hạo nối chức Tiết độ sứ. Nhà Hậu Lương, vì mới cướp ngôi nhà Đường, phương Bắc nhiều biến cố nên thừa nhận Khúc Hạo làm Tiết độ sứ Tĩnh Hải quân năm 907. Nhưng qua năm sau (908), vua Hậu Lương là Chu Ôn lại phong cho Tiết độ phó sứ Quảng Châu là Lưu Ẩn kiêm chức "Tĩnh Hải quân tiết độ, An Nam đô hộ". Điều đó có nghĩa là người Trung Quốc vẫn muốn chiếm lại Việt Nam.
Bên ngoài, chính quyền tự chủ mới dựng của người Việt lại đứng trước nguy cơ từ phía Bắc. Bên trong, chính quyền gặp phải những khó khăn do những hậu quả nặng nề thời Bắc thuộc để lại. Để củng cố chính quyền cai trị, xây dựng nền tảng độc lập, phát huy nội lực để dần tự thoát khỏi sự kiềm chế của phương Bắc, Khúc Hạo đã tiến hành cuộc cải cách trên toàn Tĩnh Hải quân.

## Nội dung cải cách
Hai lĩnh vực lớn mà Khúc Hạo tiến hành cải cách là hành chính và kinh tế.

### Hành chính
Lãnh thổ họ Khúc quản lý bao gồm Bắc Bộ và Bắc Trung Bộ Việt Nam, kéo dài tới phía bắc Hoành Sơn, thêm một phần phía tây nam tỉnh Quảng Tây, Trung Quốc hiện nay. Khúc Hạo đã tiến hành cải cách hành chính bằng việc xây dựng lại bộ máy cai trị mới, dù bộ máy chính quyền họ Khúc được nhìn nhận còn giản đơn. Trung tâm Tĩnh Hải quân vẫn được đặt tại Đại La (Tống Bình cũ, tức Hà Nội) như thời thuộc Đường.
Trình tự các cấp đơn vị hành chính dưới thời thuộc Đường là Châu - Huyện – Hương – Xã. Bộ máy cai trị cũ của nhà Đường bao gồm hệ thống từ trên xuống. Dù Thứ sử Giao châu là Khâu Hòa từng đặt ra đơn vị xã (tiểu xã từ 10-30 hộ và đại xã từ 40-60 hộ), nhưng chính quyền đô hộ nhà Đường mới chỉ nắm được đến cấp hương, chưa thể nắm đến cấp xã và không đặt ra các chức quan quản lý cấp xã ở Giao châu.
Từ mô hình của chính quyền đô hộ nhà Đường với Tĩnh Hải quân, nhằm khắc phục tình trạng phân tán quyền lực vào tay các thủ lĩnh địa phương, Khúc Hạo đã có những cố gắng đầu tiên, nhằm xây dựng chính quyền độc lập, thống nhất từ trung ương đến xã. Ông lấy lộ thay châu, lấy phủ châu thay cho huyện. Thời thuộc Đường, dưới châu là hương, Khúc Hạo đổi hương là giáp, các đơn vị bên dưới giáp là xã. Khúc Hạo chủ trương xây dựng một bộ máy gần dân, nắm từ dưới lên, tại đơn vị cơ sở là xã.
Trình tự bộ máy nhà nước tự chủ do Khúc Hạo cải cách là: Lộ - Phủ - Châu – Giáp - Xã - Quận. Mỗi xã, Khúc Hạo đặt ra xã quan, một người chánh lệnh trưởng và một người tá lệnh trưởng. Mỗi giáp có một quản giáp và một phó tri giáp để trông nom việc kê hộ khẩu, nhân khẩu và việc thu thuế. Theo sách "An Nam chí nguyên", Khúc Hạo đặt thêm 150 giáp, cộng với những giáp (vốn là hương) trước đây nhà Đường đặt, cả thảy toàn bộ Tĩnh Hải quân có 314 giáp.
Bằng việc cải cách này, chính quyền họ Khúc đã ý thức được việc quản lý đến chính quyền cấp cơ sở (giáp và xã). Tuy ghi chép về việc cải cách, thay đổi hành chính của Khúc Hạo nhưng sử sách lại không ghi rõ ông đã đặt tên các đơn vị hành chính có tên gọi cụ thể ra sao.

### Kinh tế
Thời thuộc Đường, ngoài việc phải cống nạp rất nhiều, người Việt còn chịu tô thuế và lao dịch nặng nề. Nhằm thay đổi điều đó, Khúc Hạo chủ trương sửa đổi lại chế độ tô thuế. Ông thực hiện chính sách "bình quân thuế ruộng". Các sử gia khi xem chính sách này của Khúc Hạo đã cho rằng Khúc Hạo căn cứ vào cách phân phối ruộng đất theo chế độ công xã của phương thức sản xuất châu Á thời cổ trung đại, đánh thuế bình quân theo ruộng đất mà các hộ được phân chia.
Khúc Hạo còn chủ trương bỏ thuế đinh, người thu thuế là Phó tri giáp, theo mô hình cống nạp liên danh của phương thức sản xuất châu Á thời cổ trung đại, khắc phục sự phiền hà sách nhiễu của các quan cũng như việc thu thuế nhiều tầng, nhiều loại, tránh được cả thất thu ngân sách.
Một chính sách khác mà Khúc Hạo áp dụng là "tha bỏ lực dịch", nhằm bớt đi lao động khổ sai cho người dân dưới thời thuộc Đường.
Việt Nam đương thời vừa có những đặc điểm đặc thù, vừa mang đầy đủ những đặc trưng cơ bản của hình thái phương thức sản xuất châu Á. Chính sách của Khúc Hạo có tác động rất lớn đến đời sống xã hội của người Việt đương thời, phù hợp với kết cấu kinh tế - xã hội khi đó, giảm nhẹ được sự bóc lột của chính quyền với nhân dân, tạo ra sự dung hòa cần thiết về quyền lợi giữa nhà nước tự chủ với các làng xã, các thành viên thôn xóm.
Hai chính sách bình quân thuế ruộng và tha bỏ lực dịch được các sử gia xem là tiền đề tạo ra thành công của cuộc cải cách, tác động tích cực tới chính trị, văn hóa, xã hội lúc đó. Do nhà nước quản lý tới tận các đơn vị cơ sở, cải cách kinh tế có tác dụng gây dựng quyền sở hữu ruộng đất của chính quyền trong xã hội, trên cơ sở đó củng cố và mở rộng dần theo quá trình phát triển của chế độ quân chủ trung ương tập quyền trong những thời kỳ sau.

## Ý nghĩa
Sách Khâm định Việt sử thông giám cương mục ghi nhận chính sách mà Khúc Hạo áp dụng "cốt khoan dung giản dị, nhân dân đều được yên vui". Đó là chính sách giảm phiền hà, nhiễu dân, không bắt buộc, không quá khắt khe như thời Bắc thuộc.
Chính sách cải cách mà Khúc Hạo áp dụng được các sử gia nhìn nhận là chính sách thân dân, cố kết toàn dân. Cải cách đã đổi mới bước đầu bộ mặt đất nước, đổi mới bộ máy chính trị, thể hiện rõ tinh thần độc lập tự chủ, tự cường, ý thức dân tộc sâu sắc và quyết tâm lớn của dân tộc Việt, nhằm thoát hẳn khỏi sự ảnh hưởng của phong kiến phương Bắc. Qua cải cách, đời sống nhân dân được cải thiện.
Riêng về lĩnh vực hành chính, Đào Duy Anh căn cứ vào những ghi chép trong sử sách những giai đoạn sau cho rằng Khúc Hạo đương thời chưa thể thực hiện cải cách thật chu đáo và toàn diện.
Vì nhu cầu chống ngoại xâm, các hào trưởng địa phương phải phục tùng chính quyền trung ương nhưng vẫn có xu hướng cát cứ và họ Khúc cũng như các triều đại kế tiếp vẫn phải dựa vào các hào trưởng địa phương để củng cố chính quyền các cơ sở. Nhưng từ cuộc cải cách của Khúc Hạo, xu thế độc lập dân tộc gắn liền với thống nhất quốc gia ngày càng được biểu hiện rõ nét.
Sau hơn 1000 năm Bắc thuộc, công cuộc cải cách của Khúc Hạo mở ra một thời kỳ phát triển mới của xã hội Việt Nam mà các triều đại sau đó sẽ hoàn thành.
Cuộc cải cách tạo ra sự ổn định, vững vàng cho Việt Nam trước hoàn cảnh lịch sử khi đó; đoàn kết sức mạnh toàn dân để đứng vững trước những cuộc xâm lăng tiếp theo của phương Bắc, giữ vững nền độc lập, tự chủ. Dù sau thời Khúc Hạo, Nam Hán lại tiến vào chiếm Tĩnh Hải quân, nhưng nhanh chóng bị đẩy lui trở lại Quảng Châu. Các sử gia cho rằng việc người Việt đánh lui liên tiếp hai cuộc tấn công của Nam Hán thời Tự chủ để tiến đến từ bỏ chức vị Tiết độ sứ của phương Bắc và xưng vương hiệu, đế hiệu – những chuỗi chiến thắng mang tính liên tục trong lịch sử Việt Nam - có công lao gây dựng, tạo tiền đề của cuộc cải cách do Khúc Hạo tiến hành cho đời sau.
Sử gia Lê Tung nhà Hậu Lê thế kỷ 16 đánh giá rất cao công lao của Khúc Hạo:
Khúc Trung Chúa (tức Khúc Hạo) nối nghiệp mở nước, khoan hòa, có phong thái trù mưu định kế quyết thắng, ngoài ý mọi người, chống chọi các nước Bắc triều, thật là bậc chúa hiền của nước Việt.
Kết quả có được từ cuộc cải cách này là nền móng cho những thành tựu lớn hơn trong tương lai của các triều đại Ngô, Đinh và Tiền Lê.